# Dasycercus cristicauda
El mulgara o rata marsupial de cola crestada (Dasycercus cristicauda) es una especie de marsupial dasiuromorfo de la familia Dasyuridae endémica de Australia.

## Hábitat y distribución
Zonas áridas del centro de Australia, desde el noroeste de Australia Occidental hasta el suroeste de Queensland a través del norte de Australia Meridional.

## Características
Pesa unos 115 g y mide de 13 a 22 mm más 7-13 mm de cola. Manifiesta cierto dimorfismo sexual, siendo los machos de mayor envergadura que las hembras. Las condiciones climáticas de las áreas de distribución de estos animales, ha favorecido su evolución hacia formas compactas con orejas, hocicos y extremidades cortas para disminuir la superficie de exposición.
El cuerpo está cubierto por pelo gris con débiles tintes rojizos sobre el dorso y ambos laterales, mientras que en las zonas ventrales éste es blanco cremoso. Los tintes rojizos se deben a pelos ralos de color cobrizo que sobresalen de la capa basal formada por pelos cortos y densos de color grisáceo.
La cabeza es parecida a la de un ratón, los ojos son redondos, negros y pequeños, las orejas pequeñas y el hocico puntiagudo. Las extremidades posteriores son muy delgadas y carecen de primer dedo. El apoyo es plantígrado.
Es característica la cola de esta especie, pues está cubierta uniformemente de pelo rojizo, pero en la mitad distal además, crecen pelos de color negro y mayor longitud que forman crestas longitudinales sobre las líneas medias. Para diferenciar el mulgara del kowari, basta observar este rasgo, pues mientras que Dasycercus cristicauda sólo tiene esta cresta en la superficie dorsal, Dasyuroides byrnei presenta otra más en la ventral.
Las hembras de D. cristicauda poseen un marsupio reducido a simples pliegues de la piel abdominal que protegen lateralmente el área donde se abren seis u ocho (más raramente cuatro) pezones.

## Dieta
Su dieta está basada mayoritariamente en insectos y otros artrópodos, completándola con pequeños vertebrados. Son animales muy voraces que pueden ingerir hasta el 25% de su propio peso en una comida. Pueden permanecer durante largo tiempo sin beber si pueden consumir plantas suculentas.
Son capaces de dar caza a pequeños mamíferos atacándoles con gran velocidad y devorarlos metódicamente desde la cabeza a la cola mientras va desollándolos con sorprendente destreza. Para consumir grandes artrópodos suele ayudarse de las extremidades anteriores.
Algunos experimentos en cautividad han logrado llevar a ejemplares de estas especies a un estado de torpor simplemente descendiendo el aporte de alimentos. Este estado se reproduce en libertad, asociándose por tanto con deficiencias en el aporte alimenticio, cuando sus presas habituales no están fácilmente disponibles.

## Reproducción
El estudio de la biología reproductiva de los mulgaras tiene aún algunas lagunas. Las hembras paren una camada anual, normalmente entre mayo y junio, formada por 6-8 individuos de media. El periodo de gestación es aproximadamente de 30 días.
Los jóvenes se independizan a los 4 meses del nacimiento, alcanzando la madurez sexual en ambos sexos alrededor de los 10. La esperanza de vida puede superar los 6 años.

## Comportamiento
Pueden anidar en agujeros abandonados por otros animales o construir sus propias madrigueras, cuyo interior tapizan con material vegetal suave.
Sus hábitos son básicamente terrícolas, aunque pueden escalar con gran maestría.
Se desenvuelven bien tanto en horas del día como de la noche y, aunque las de pleno sol suelen pasarlas refugiados en sus madrigueras excavadas en la arena, no dudan en aventurarse al exterior si es necesario.
Resulta curioso que muchas de las observaciones realizadas a ejemplares de estas especies, han puesto en evidencia el hecho de que mientras que unos individuos son marcadamente nocturnos, otros muestran esporádicamente hábitos diurnos que aprovechan para tomar el sol y baños de arena.
En cautividad se han mantenido juntos dos ejemplares sin que se produzcan enfrentamientos, mostrándose además solícitos entre ellos (esto no ocurre si se trata de dos hembras con crías).
No obstante, en cautividad, las madrigueras son ocupadas por un único ejemplar, dándose cierta relación social entre los individuos. Cuando la cantidad de animales por superficie es alta, pueden acontecer violentos combates entre los animales.
Estos animales marcan sus territorios con exudaciones de glándulas situadas en la piel de la región esternal, y próximas a la cloaca.

## Estado de conservación
- Clasificación UICN: Menos preocupante (LC).[3]